# Sein letzter Befehl
Sein letzter Befehl (OT: The Last Command) ist ein Spielfilm aus dem Jahr 1928 von Josef von Sternberg. Emil Jannings gewann für seine Darstellung in dem Stummfilm sowie für die Leistung in The Way of All Flesh den ersten Oscar in der Kategorie Bester Hauptdarsteller.

## Handlung
Der zaristische General und Großfürst Sergius Alexander verurteilt den Revolutionär Lev Andreyev zu einer Gefängnisstrafe und verliebt sich in dessen Partnerin, Natalie Dabrova. Sie will ihn ermorden, schreckt aber vor dieser Tat zurück, als sie bemerkt, dass er im Grunde genauso ein russischer Patriot wie sie ist.
Als der General in die Hände der Bolschewiken fällt, verhilft sie ihm zur Flucht und wird dabei getötet, was bei ihm zu einem Nervenzusammenbruch führt.
Jahre später lebt der General in ärmlichen Verhältnissen in Hollywood, wo er sich als Statist durchschlägt. Lev Andreyev, inzwischen ein erfolgreicher Regisseur, erkennt ihn und gibt ihm die Rolle eines russischen Generals in einer Schlachtenszene, um ihn zu demütigen.
Als Sergius Alexander eine Ansprache an seine „Soldaten“ halten soll, verliert er den Kontakt zur Realität, wähnt sich tatsächlich auf einem Schlachtfeld des Russischen Bürgerkrieges und hält eine anfeuernde Rede, in der er sie bittet für Russland zu kämpfen. Die Anstrengung ist zu viel für ihn und er bricht sterbend zusammen.

## Hintergrund
Emil Jannings war 1927 mit einem lukrativen Vertrag nach Hollywood zu Paramount Pictures gekommen. Das Studio lancierte den Darsteller mit dem Titel Bester Schauspieler der Welt und setzte ihn vorzugsweise in Filmen ein, die Jannings als Opfer seiner eigenen Begierden zeigten. The Last Command wurde nach einem vergleichbaren Muster konzipiert: Am Anfang wird Jannings als mächtiger Mann präsentiert, der seine Position ohne jede Menschlichkeit ausnutzt und durch die sexuelle Gier nach einer jungen Frau, gespielt von Evelyn Brent, schließlich seinen eigenen Untergang einleitet. Der Film sollte sein letzter in den USA gedrehter Film sein.
Gleichzeitig verstand Josef von Sternberg, der 1927 durch den überraschenden Erfolg des Gangsterfilms Underworld zu einem bedeutenden Regisseur des Studios aufgestiegen war, The Last Command auch als kritische Analyse der Funktionsweise von Machtstrukturen und als Kommentar auf die Funktionsweise von Hollywood. Die Rolle des Regisseurs ist daher ambivalent angelegt und von Sternberg behauptete später, er habe eigene Charakterzüge in den Part einfließen lassen.
Jannings gewann für den Film gemeinsam mit der Arbeit in dem verloren gegangenen Film The Way of All Flesh den ersten Oscar als Bester Hauptdarsteller. In der Frühzeit der Academy of Motion Picture Science erlaubten die Regeln noch die Nominierung für mehrere Filme gleichzeitig. Zudem wurde der Preis damals noch für die Jahre 1927 und 1928 gemeinsam verliehen, so dass bei den Gewinnern jeweils ein Film aus dem entsprechenden Jahr herangezogen wurde.
Lajos Biró erhielt eine Nominierung in der Sparte Bestes Drehbuch.
2006 wurde Sein letzter Befehl als besonders erhaltenswert eingestuft und ins National Film Registry aufgenommen.

## Kritik
„Eine Paraderolle für Emil Jannings in einem Film, der bereits deutlich den Sarkasmus und die stilistische Verfeinerung der späteren Melodramen von Sternbergs aufweist.“